# Časoslov Farnese
Časoslov Farnese, molitvena je knjiga koju je za svog mecenu, kardinala Alessandra Farnesea, u Rimu Julije Klović brižljivo oslikavao punih devet godina (1537. – 1546.).
Stoljećima zaokuplja pozornost i izaziva udivljenje svoje rijetke i izabrane publike. Već Klovićev prvi životopisac, njegov suvremenik i prijatelj, Giorgio Vasari, iscrpno opisuje svaku pojedinu minijaturu iz te knjižice, tako važne za povijest minijature. Mogli bismo je - kao što su Klovića prozvali Michelangelom sitnoslikarstva - nazvati sikstinskom kapelom džepnoga formata. Stoga nije čudno što ta malena knjiga na poseban način privlači strane i hrvatske proučavatelje Klovićeva opusa i povijesti sitnoslikarstva uopće. Ova knjiga je trenutno u vlasništvu Morgan Library & Museum u New Yorku.

## Poveznice
- Julije Klović